# Écuelles (Sena e Marne)
Écuelles foi uma comuna francesa localizada na região administrativa da Île-de-France, no departamento Sena e Marne. A comuna possuia 1940 habitantes segundo o censo de 1990.
Em 1 de janeiro de 2015, passou a formar parte da nova comuna de Moret-Loing-et-Orvanne.